# اللواء 107 مشاة (اليمن)
اللواء 107 مشاة هو لواء مشاة يمني مكلف بحماية الآبار النفطية تم ضمه مؤخراً للمنطقة العسكرية الثالثة . يتمركز اللواء حالياً في مديرية صرواح بمحافظة مأرب .

## قادة اللواء
| م                                            | القائد                | بداية         | نهاية        | المدة | فترة الرئيس        |
| -------------------------------------------- | --------------------- | ------------- | ------------ | ----- | ------------------ |
| 1                                            | العميد خالد ناصر يسلم | 21 اغسطس 2013 | -            |       | عبد ربه منصور هادي |
| 2                                            | العميد حسين مشعبة*    |               | 6 أغسطس 2013 |       | عبد ربه منصور هادي |
| 3                                            |                       |               |              |       |                    |
| *قتل في حادث اسقاط مروحية عسكرية في 6 أغسطس. |                       |               |              |       |                    |